# Kapiton von Lykien
Kapiton von Lykien war ein griechischer Historiker der Spätantike, von dessen Werk nur wenige Fragmente erhalten sind. Nach dem byzantinischen Lexikon Suda hatte er drei Werke verfasst:
1. Isauriká (altgriechisch Ἰσαυρικά), ein Werk über die Region Isaurien, in acht Büchern
2. Übersetzung des Breviarium von Eutropius, der auf Latein den Römer Livius zusammengefasst hat (μετάφρασις τῆς ἐπιτομῆς Εὐτροπίου Ῥωμαϊστὶ ἐπιτεμόντος Λίβιον τὸν Ῥωμαῖον)
3. Über Lykien und Pamphylien (Περὶ Λυκίας καὶ Παμφυλίας)

Den terminus post quem für Kapitons Schaffenszeit liefert das Veröffentlichungsjahr von Eutropius’ Breviarium ab urbe condita (369/370 n. Chr.). Eine genauere Bestimmung ermöglichen elf Zitate aus den Isauriká im Lexikon des Stephanos von Byzanz, der im 2. Viertel des 6. Jahrhunderts tätig war. Im Artikel Psimada bringt Stephanos ein wörtliches Zitat aus den Isauriká: „Als Konon von Psimada dort war, nahm er ihn sehr freundlich auf.“ Nach einer allgemein akzeptierten Vermutung Karl Müllers ist mit Konon ein Anführer der Isaurier im Aufstand gegen Kaiser Anastasios I. (regierte 491–518 n. Chr.) gemeint. Kapiton dürfte sein Werk also gegen Ende des 5. oder zu Beginn des 6. Jahrhunderts verfasst haben.
Die in der Suda bezeugte Übersetzung von Eutropius’ Breviarium ist nicht direkt erhalten. Henricus Valesius stellte 1636 die These auf, dass die in zahlreichen Quellen greifbaren, wörtlichen Eutropius-Übersetzungen aus dieser Übersetzung stammen, da sie nicht mit einer direkt überlieferten Übersetzung von Paianios übereinstimmen. Über die Chronik des Johannes von Antiochia sei dann Kapitons Übersetzung in spätere Werke wie die Suda und die konstantinischen Exzerptensammlungen gelangt. Die entsprechenden Fragmente edierte Hans Droysen in seiner Eutropius-Ausgabe für die Monumenta Germaniae Historica (1879).
Bereits Karl Müller und Eduard Schwartz zogen Valesius’ These in Zweifel. In jüngerer Zeit haben sich die Johannes-Spezialisten Umberto Roberto und Sergei Mariev skeptisch geäußert. Roberto plädierte dafür, dass Johannes das Breviarium selbst aus dem Lateinischen übersetzt hatte. Mariev ließ offen, ob die Eutropius-Spuren bei Johannes auf Kapiton zurückzuführen seien. Dagegen vertrat Alan Cameron die These, dass Kapiton der Verfasser einer dritten, von Paianios und Johannes verschiedenen Eutropius-Übersetzung sei, die Theophanes in seiner Weltchronik für die Regierung des Kaisers Diokletian benutzt hat.
Von dem Werk Über Lykien und Pamphylien sind keine Zitate erhalten. Simone Podestà stellte zwei alternative Deutungen vor: Entweder handelte es sich um eine geografische oder historische Monografie (da die Provinz Lycia et Pamphylia aber schon im frühen 4. Jahrhundert, das heißt nach 312 n. Chr., aufgelöst wurde, müsste es eine antiquarische Schrift sein) oder der Text in der Suda ist korrupt, und es müsste „über Lykien (siehe) auch Pamphila“ heißen (ein Verweis auf das Geschichtswerk von Pamphila).

## Fragmentsammlungen
- FGrHist 750 = Felix Jacoby: Die Fragmente der griechischen Historiker. Teil 3: Geschichte von Städten und Völkern. C: Autoren über einzelne Länder. Band 2: Illyrien – Thrakien. Leiden 1958.
- BNJ 750 = Anthony Kaldellis: Capito (750). In: Ian Worthington (Herausgeber): Brill’s New Jacoby. 2016 (doi:10.1163/1873-5363_bnj_a750).